# Bernard Clavel, un homme, une œuvre
 (août 2025).
Motif : Insuffisance en matière de sources secondaires portant sur le livre, sujet de l'article. Cf WP:CAA 
- Archive Wikiwix
- Bing
- Cairn
- DuckDuckGo
- E. Universalis
- Gallica
- Google
- G. Books
- G. News
- G. Scholar
- Persée
- Qwant
- (zh) Baidu
- (ru) Yandex
- (wd) trouver des œuvres sur Wikidata

| 1. | Préciser le motif de la pose du bandeau. | Précisez le motif de la pose du bandeau en utilisant la syntaxe suivante : {{admissibilité à vérifier\|date=août 2025\|motif=remplacez ce texte par le motif}}                                           |
| 2. | Informer les utilisateurs concernés.     | Pensez à avertir le créateur de l'article, par exemple, en insérant le code ci-dessous sur sa page de discussion : {{subst:avertissement admissibilité à vérifier\|Bernard Clavel, un homme, une œuvre}} |

Bernard Clavel, un homme, une œuvre, d'André Noël Boichat, est un essai biographique sur l'écrivain Bernard Clavel, un des rares existant à ce jour sur l'œuvre de Clavel et actuellement la plus récente puisqu'elle a été publiée en 1994.

## Terroir: les lieux de mémoire

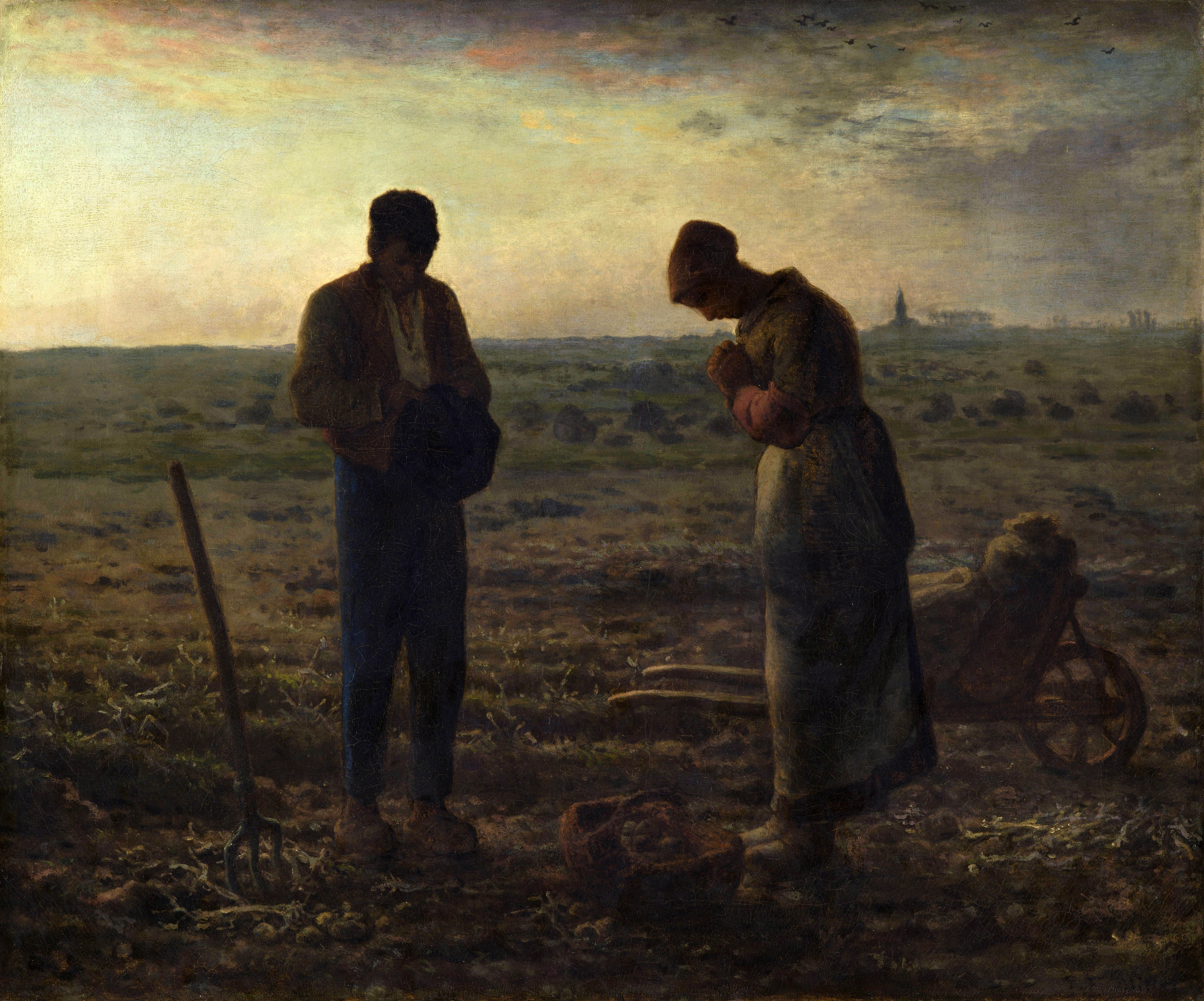
Le Terroir : lieu de mémoire

Curieusement, Bernard Clavel avait pris l'habitude d'indiquer à la fin de chaque roman -à deux exceptions près- les dates de début et de fin, le lieu où il a été écrit.
Ainsi, à la fin de l'Espagnol, il note : « Lyon 1958 - 30 juin 1959 »,
ou plus compliqué pour Cargo pour l'enfer : « Irlande et Toscane, 1987 » et « prieuré Saint-Anne, été 1992 » (village de Capian en Gironde)
De cette façon, on peut suivre son parcours de voyageur -l'homme aux 40 déménagements qu'on trouve dans toutes ses biographies- et les lignes de fracture qui s'y dessinent. De la vallée du Rhône où il a longtemps résidé puis de la région parisienne (Chelles en particulier) il rejoindra sa Franche-Comté natale avant de s'éloigner, de parcourir le monde, au Québec surtout pour des raisons qui tiennent au cœur. Il se rapprochera de nouveau du Jura à partir des années 2000 en s'installant à Courmangoux. Autant de ruptures qui ont étonné et que Boichat analyse ici.
Il note d'abord le chassé-croisé entre l'endroit où il écrit tel roman et celui où il se déroule. Dans la période où il réside à Chelles, de 1965 à 1969, l'action de ses livres se déroule dans la vallée du Rhône et en Franche-Comté. Sans systématiser, il y a une ligne de force dans la volonté de Bernard Clavel d'éviter l'unité de création et de fiction. Mais à partir de la mort du père dans Les Fruits de l'hiver, lieux de fiction et lieu réel se rejoignent sur les hauteurs Lons-le-Saunier à Château-Chalon dans le Jura, dans un roman emblématique : Le Silence des armes.
Les liens évidents de Bernard Clavel avec le Jura et le Rhône qu'on trouve à foison dans L'Ouvrier de la nuit, Pirates du Rhône ou L'Espagnol, 
contiennent une idéalisation du terroir comparé à une femme. La terre et la femme sont l'image réciproque l'une de l'autre, devenant la condition essentielle de la vie, « si la terre est retirée, la femme perd sa jeunesse, image de la force vitale. » Ou inversement.

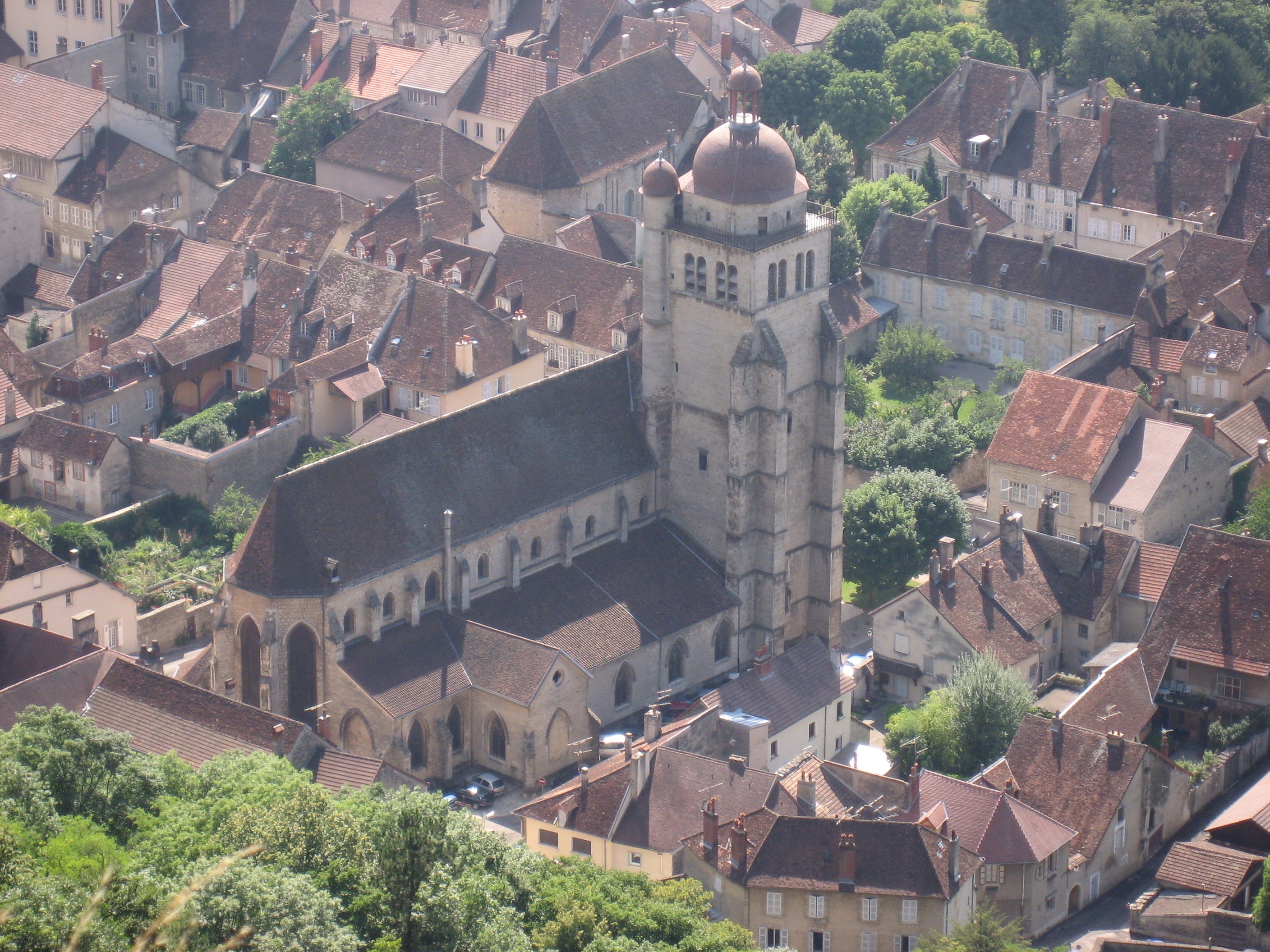
Vue de Poligny

Dans l'évolution du terroir clavélien, « la terre adoptée n'est plus travaillée. Elle est celle sur laquelle on vit. » On arrive ainsi à l'homme errant, à L'Hercule sur la place qui se produit sur les foires de Vienne, de Lyon et jusqu'en Bresse. Il y a surtout ceux que la guerre a chassés, Enrique et Pablo les exilés espagnols, Barberat et Hortense par la guerre sévissant en Franche-Comté dans Les colonnes du ciel. Le royaume du Nord va globalement confirmer cette orientation, les deux tomes L'Angélus du soir et Miserere racontent l'échec de l'installation sur une terre nouvelle. Dans Amarok, le tome IV, Raoul le coureur de bois, même s'il meurt aussi, va jusqu'au bout de son destin et dans le dernier tome, Maudits sauvages, les indiens eux-mêmes abandonnent leur terre.
Si dans Meurtre sur le Grandvaux, le roulier est un errant qui parcourt l'Europe tout en revenant sur ses terres après ses voyages, dans Cargo pour l'enfer, le Gabbiano erre sur les mers à la recherche d'une terre d'accueil. Bernard Clavel parvient peu à peu à dépasser la contradiction entre ses racines terriennes et ses aspirations. L'expérience vécue permet d'abord un retour aux racines comme à la fin de Le Silence des armes ou Le Tonnerre de Dieu puis de démystifier le terroir rêvé, la force nostalgique qu'il contient, pour pouvoir s'ouvrir au monde. « De ce point de vue, Harricana est exemplaire en montrant comment les personnages renoncent assez facilement à leur terre pour aller de l'avant et se sentir bien partout. »

## L'Histoire:Les Colonnes du ciel
Outre la grande fresque largement autobiographique La Grande Patience, Bernard Clavel a mis en scène des périodes historiques dans deux de ses trois aires géographiques préférées : Le Royaume du Nord dans les étendues québécoises, de la colonisation de l'Abitibi au début du XIXe siècle jusque vers 1984 et Les Colonnes du ciel qui se déroulent en Franche-Comté et (pour le dernier volume) dans le « Nouveau Monde » (Canada), entre 1639 et 1646.

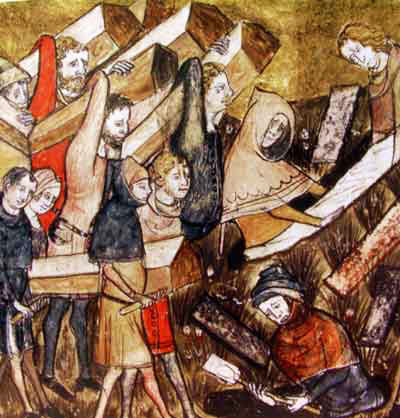
Illustration de la peste. Bibliothèque royale de Belgique, MS 13076-77, f. 24v.

De cette guerre qui a dévasté la Franche-Comté pendant près de dix ans, Bernard Clavel dit d'abord qu'il ne l'aborde pas en historien -c'est donc un ensemble de romans historiques- « qu'il doit être lu comme une aventure humaine » et que c'est « un crime commis par un roi de France (Louis XIII) et son ministre (Richelieu). »
À travers la fuite des populations devant les armées françaises, c'est la guerre elle-même que fustige Clavel, les atrocités commises par les soldats des deux camps. Dans La Saison des loups, il écrit : « Tous les villages du val de Mièges avaient été réduits en cendres par Saxe-Weimar » et dans La Femme de guerre, « à moitié incendiée, maintes fois placée sous le feu des canons, (Nozeroy) la petite cité courageuse s'obstinait à vivre. » André-Noël Boichat note : « Si Bernard Clavel n'a rendu compte d'aucune bataille, l'œuvre abonde en évocations de massacres. » Ces faits, récurrents dans les différents volumes, sont corroborés par les travaux des historiens qui ont analysé cette période et la guerre de Dix Ans en particulier.
C'est à travers des personnages sympathiques que Clavel fait vivre son histoire, même si leur destin est très différent. Mathieu Guyon fait son travail et son obéissance lui sera fatale, Bisontin-la-vertu s'enfuira pour mieux continuer à bâtir pour un meilleur avenir, le docteur Blondel accepte d'avance sa destinée, ne pensant qu'à sauver des enfants et Hortense après avoir défendu ardemment la paix, devient La femme de guerre.
Pendant cette guerre en particulier, va sévir une épidémie de peste qui viendra s'ajouter au malheur des populations. Là encore, Bernard Clavel, sans faire œuvre d'historien, colle largement à la réalité. André-Noël Boichat compare les indications de l'auteur à la thèse du docteur René Falconnet intitulée Essai d'histoire médicale sur les épidémies de peste en Franche-Comté, qui sont dans l'ensemble largement concordantes avec les données historiques. La peste inspirait une frayeur telle que les gens se méfiaient les uns des autres, certains sur simple soupçon étant victimes d'un ostracisme persistant. Les autorités, intransigeantes, édictaient des règles draconiennes pour éviter que l'épidémie ne s'étende. Toute tentative d'un malade pour rompre son isolement, écrit le docteur Falconnet, est normalement punie de mort. « La fugue de Mathieu Guyon et le procès qui lui est fait à la fin de  (La Saison des loups) s'inscrivent donc dans la vérité de l'Histoire. »
Les Colonnes du ciel s'inscrivent donc bien dans l'histoire d'un pays et l'auteur retrouve ici ses racines à travers la création romanesque. C'est aussi son indignation qui transparaît dans les tableaux  de « l'exploitation des pauvres par les riches et les puissants. » (page 116)
La sorcellerie, réaction irrationnelle à l'incapacité des autorités de lutter contre la peste, est surtout traitée dans La Saison des loups et le destin d'Hortense dans Marie bon pain. Pendant cette période de pandémie, l'attitude du clergé est équivoque, s'opposant trop souvent à ceux qui ne pensent pas comme eux. L'intolérance du pouvoir envers ceux qui souffrent est souvent mal supportée par les populations. Tout ce qui est divergence par rapport aux normes sociales est condamné comme non conforme. André-Noël Boichat pense que Clavel veut donner une portée actuelle à cette saga sur le thème de l'acceptation de la différence, la peur face à cette réalité. Les procès en sorcellerie sont monnaie courante pendant cette guerre, en témoigne le livre de Henri Boguet L'instruction pour un juge en "faict" de sorcellerie, qui montre aussi que les descriptions de Bernard Clavel sont conformes à la réalité historique. Dans Marie bon pain, Hortense est emmenée à Dole et traînée au tribunal où elle comparaît, accusée de sorcellerie.
Dans Les Colonnes du ciel, même en temps de guerre, il y a toujours quelque part un Mathieu Guyon pour faire humblement un travail collectif, un père Boissy pour apporter le réconfort de son dévouement, un Blondel pour secourir les innocents, un Bisontin pour refuser de se salir les mains, une Hortense pour accomplir ce qu'elle considère comme son devoir et, dans le dernier tome, Les Compagnons du nouveau monde, un père Delorimière pour entraîner Bisontin dans sa mission.

## L'Histoire:Le Royaume du Nord

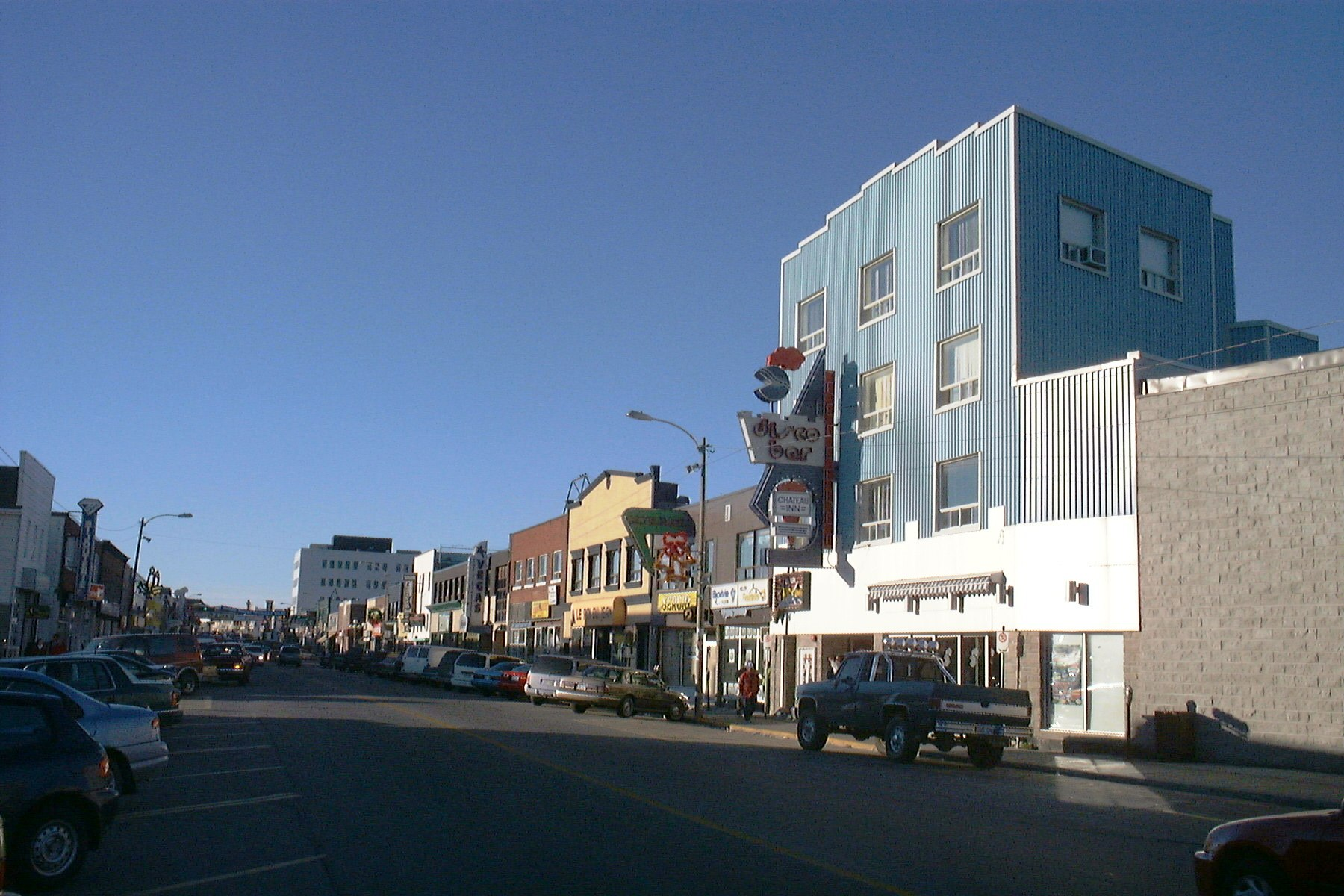
Val-d'Or dans l'Abitibi

Dès le dernier volume des Colonnes du ciel intitulé Les compagnons du nouveau monde, nous sommes transportés de Franche-Comté au Canada. Là encore, le récit colle à la réalité telle qu'elle est décrite par le jésuite Francis Laner Talbot qui a écrit l'histoire du père Brébeuf, Un saint chez les Hurons paru chez Fayard en 1959. Mais le point de vue de Clavel a évolué : les personnages sont des témoins oculaires et « son engagement cède la place à la découverte. » Cette tendance va s'accentuer dans des romans a priori « historiques » comme Le Seigneur du fleuve quand il dit avoir abandonné la volumineuse documentation recueillie, Meurtre sur le Grandvaux et plus tard La Révolte à deux sous où il dissocie fiction et réalité historique, même si par honnêteté il se défend de « réinventer l'histoire » et si ses références historiques sont basées sur des documents.
Les premiers romans « canadiens » nous transportent dans différentes époques, d'un passé lointain pour La Bourrelle jusqu'à l'époque contemporaine pour L'Iroquoise ou L'Homme du Labrador. C'est avec Le Royaume du Nord que va se faire l'unité de temps. Là aussi, comme dans Les Colonnes du ciel, Bernard Clavel a un déclic, le contact avec un pays et des êtres, ce contact qu'il qualifie d'« éclair. »

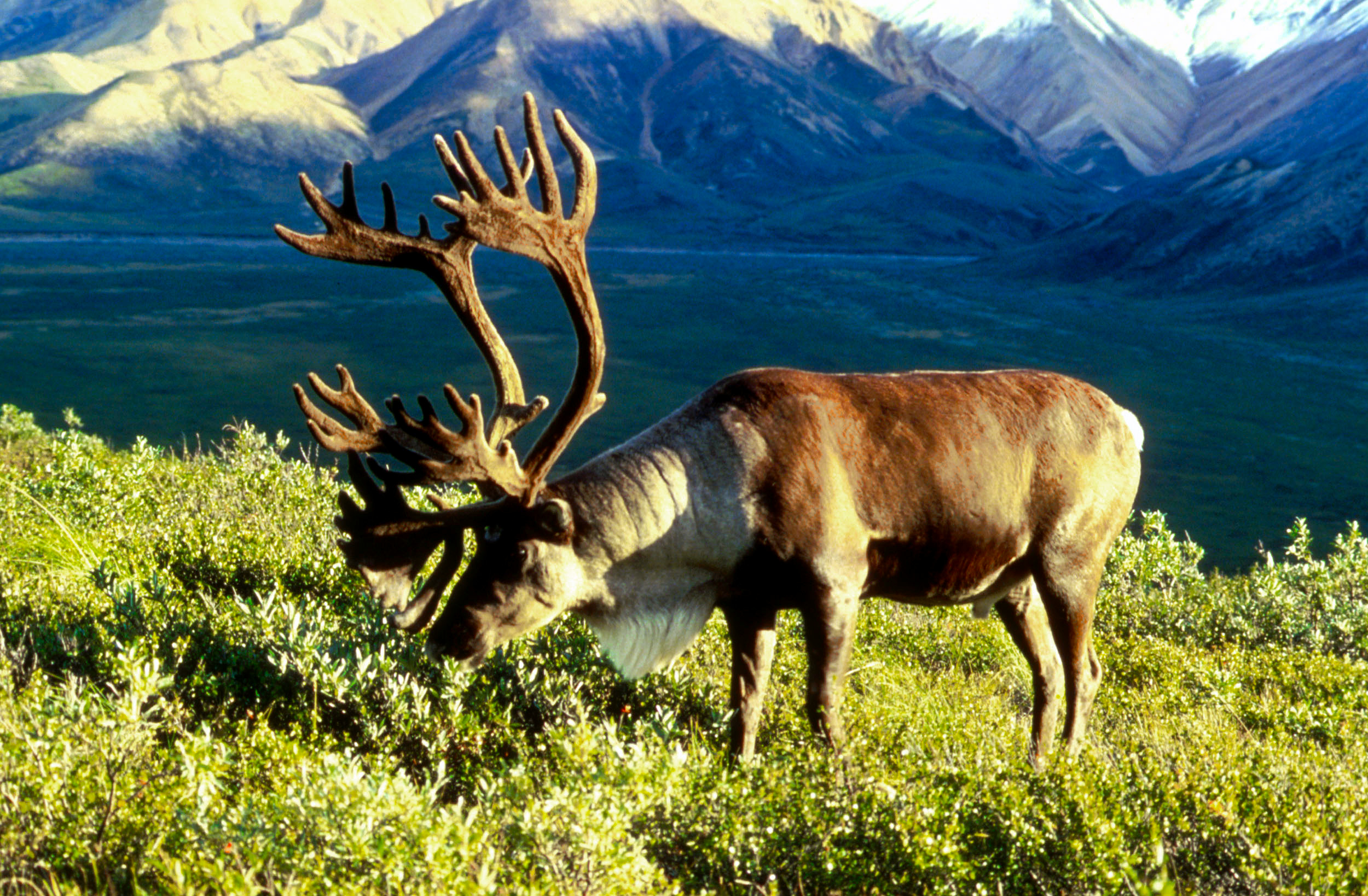
Caribou

La vie des gens simples telle qu'il veut la raconter passe par une bonne connaissance de leur vie, de leur environnement. Il va sur le terrain et de ce fait, l'Histoire événementielle s'efface devant l'histoire qu'il raconte de ces hommes qui devient l'épopée de générations luttant sur une terre grandiose mais ingrate. Harricana est d'abord l'histoire de la construction du transcanadien en 1855. On suit l'installation de la famille Robillard le long du tracé de la future voie ferrée jusqu'à l'incendie du magasin qu'elle avait créé. L'Or de la terre est l'histoire de Jordan et de sa mine d'or, « cette mine, je me suis « crevé à la chercher des années. Depuis 1911, je la surveille. » Miserere et L'Angélus du soir nous entraînent dans la colonisation de cette région de l'Abitibi à partir de 1934 dans des conditions effroyables. Amarok est centré sur l'amitié ente un homme et un chien, à une époque où le chien de traîneau était vital pour survivre dans ces contrées.
Dans le dernier volume Maudits sauvages, l'Histoire tient de nouveau une place importante. La description que fait Clavel du combat que mènent les indiens Wabamahigans pour ne pas se laisser déposséder de leurs terres de la Baie James est conforme aux études des historiens. C'est pour Clavel une occasion de dénoncer les désastres écologiques de ce genre d'entreprise, la noyade de milliers de caribous dont le barrage a bouleversé la route de migration, de montrer aussi comment un peuple arrive à perdre son identité.
Dans cette épopée québécoise, le recours à la documentation historique est minime, au profit des nombreux témoignages que Clavel a recueillis sur les événements qui jalonnent son récit. Il marque une distanciation qu'on ne trouve pas dans Les Colonnes du ciel mais il est vrai que dans ce dernier cas, il s'agissait de ses racines, de « sa » Franche-Comté.

## Rôle du travail et référents

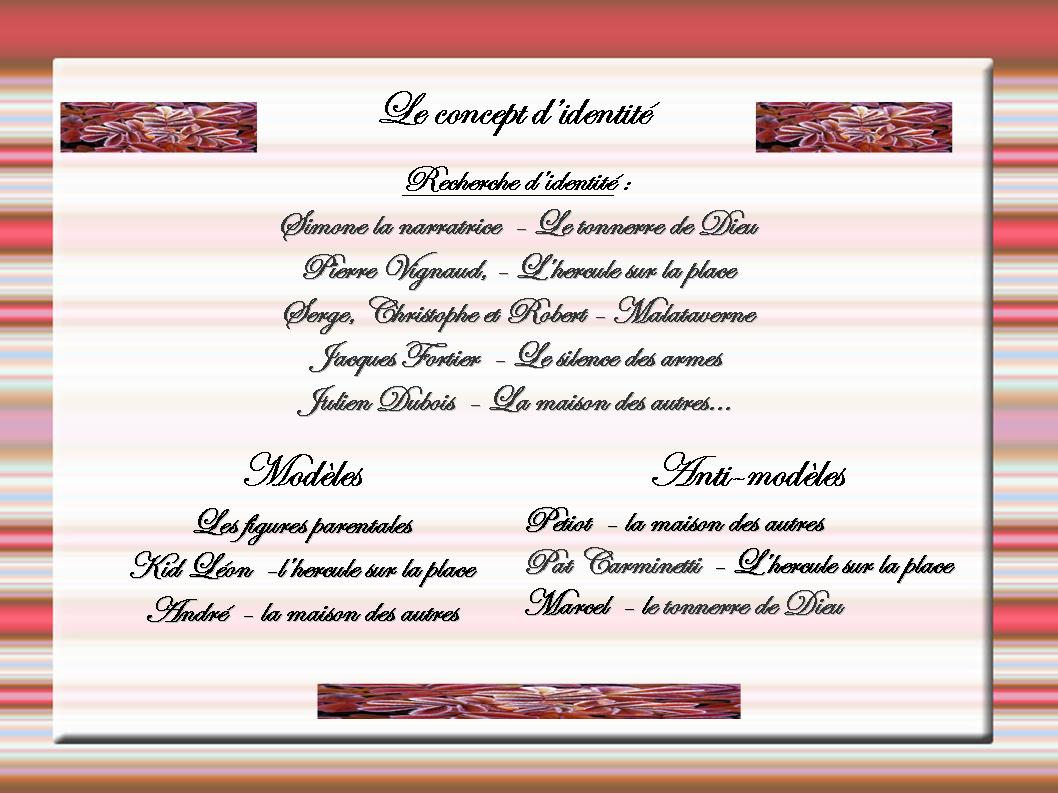
L'identité chez Bernard Clavel

Dans l'œuvre de Bernard Clavel, la notion de travail est essentielle et même consubstantielle au rôle de l'individu. L'homme est avant tout ce qu'il fait : L'Espagnol ne retrouvera un ancrage qu'en passant par le travail de la vigne, Le Seigneur du fleuve n'est plus rien sans sa « rigue » et le Rhône. C'est sa raison de vivre et quand 'le valeur' l'emporte, il n'a plus qu'à disparaître.
Quand le père Dubois reprend son métier de boulanger dans Celui qui voulait voir la mer, il en est tout rajeuni mais l'inactivité progressive à laquelle il est réduit dans Les Fruits de l'hiver annonce sa fin prochaine. Jacques Fortier dans Le Silence des armes meurt pour la même raison : sa maison et ses terres sont vendues, il ne sera jamais vigneron comme son père. Dans L'Or de la terre, Maxime Jordan ne pourra survivre à l'inondation de sa mine, à la destruction de son outil de travail. À l'inverse, dans Marie bon pain, la fin de la guerre en Franche-Comté permet la reprise du travail et ramène la vie au pays. À La Vieille-Loye où il est enfin revenu, Bisontin incite la forgeron à s'y installer : « Quand il y a quelque part un forgeron qui bat l'enclume, ça s'entend. C'est comme les cloches, ça fait venir le monde. »
Ses deux premiers romans sont largement autobiographiques et mettent en scène le Clavel de la période lyonnaise. Dans L'Ouvrier de la nuit, le héros-narrateur et écrivain revient de Paris après un nouveau refus d'un éditeur. Dans le train du retour, il revoit défiler sa vie, bat violemment sa coulpe, se reproche d'avoir sacrifié sa famille à l'écriture. Dans Pirates du Rhône, Gilbert est peintre -comme Clavel l'était à Vernaison- mais il travaille de ses mains, pêche avec ses amis les 'pirates' et s'occupe de sa maison. Contrairement au précédent, il est en prise avec la vie. « Il semble que l'auteur, écrit André-Noël Boichat, ait ainsi réglé la question de travail de l'artiste puisque l'œuvre romanesque ne reviendra plus sur les métiers d'art proprement dits. »
La terre et l'enracinement
Dans ses premiers romans, la relation au terroir est valorisée. C'est L'Espagnol (roman) qui, à la fin, se sent intégré parce qu'il a une terre à lui, la terre fait l'homme, c'est Gilberte, la jeune paysanne de Malataverne qui garde le sens des valeurs, c'est Jacques Fortier dans Le Silence des armes qui retrouve trop tard sa terre ancestrale. Mais cette image positive s'assombrit dans Les Colonnes du ciel où les paysans sèment la discorde dans le groupe qui se réfugie dans le pays de Vaud (La Lumière du lac). La distance s'accentue encore dans Le Royaume du Nord où le travail de la terre est voué à l'échec : Alban le paysan quitte sa terre pour partir avec Raoul le coureur des bois (Harricana), Cyrille Labrèche découragé, quitte sa terre  (Miserere) pour s'installer au val Cadioux qui lui sera fatal (L'angélus du soir). Deux tentatives de coloniser la terre, "de faire de la terre", deux échecs. Meurtre sur le Grandvaux est à cet égard exemplaire parce que le héros est en même temps roulier et paysan : mais c'est le roulier qui fait rêver les autres par ses récits de voyage, sa traversée de l'Europe jusqu'en Russie.
Autres référents du travail
Bernard Clavel a toujours eu avec le bois une relations privilégiée. Bisontin-la-vertu « « connaissait l'exploitation des bois d'œuvre » écrit-il dans La Lumière du lac. » Tout au long des Colonnes du ciel, Bisontin est présenté comme un homme détenant un grand savoir-faire dans les métiers du bois; il invente un procédé empêchant la fumée d'envahir les cabanes (La Saison des loups), il réalise des dessins au charbon pour le forgeron (Marie bon pain), et sur le bateau qui le ramène en France, il est charpentier de bord (Compagnons du nouveau monde).
Dans Le Royaume du Nord, il s'agit plutôt d'abattage, utiliser le bois pour conduire la voie ferrée ou le magasin général des Robillard, pour Jordan de pouvoir exploiter sa mine, pour Cyrille Labrèche er ses compagnons, de défricher et de désoucher le terrain. C'est avant tout pour ces pionniers la volonté de « faire de la terre » et de récupérer du bois de construction.
Si Bernard Clavel aime les commerçants et les artisans, la raison en est sans doute que son père fut longtemps boulanger, un père qu'on retrouve dans Celui qui voulait voir la mer, pour un temps tout content d'exercer son ancien métier, Bernard Clavel lui-même comme apprenti-pâtissier dans La Maison des autres, où le patron est dévalorisé parce qu'il n'a aucune compétence, dans L'Hercule sur la place et la vie des forains qui vont de place en place, de Vienne à Lyon, de Lyon à Bourg-en-Bresse. C'est l'infirmier dans Le Tambour du bief qui, après son travail à l'hôpital, va soigner les gens, faire des piqûres à domicile comme bénévole, avec Philibert Merlin, Le Seigneur du fleuve qui transporte ses marchandises entre Lyon et Beaucaire C'est le trappeur Raoul qui, pour un temps sédentaire dans Harricana, va reprendre la route et dans Amarok, s'enfoncer dans la forêt du Nord avec Timax qui par accident a tué un policier et préfère s'enfuir plutôt que d'affronter la vindicte des hommes.

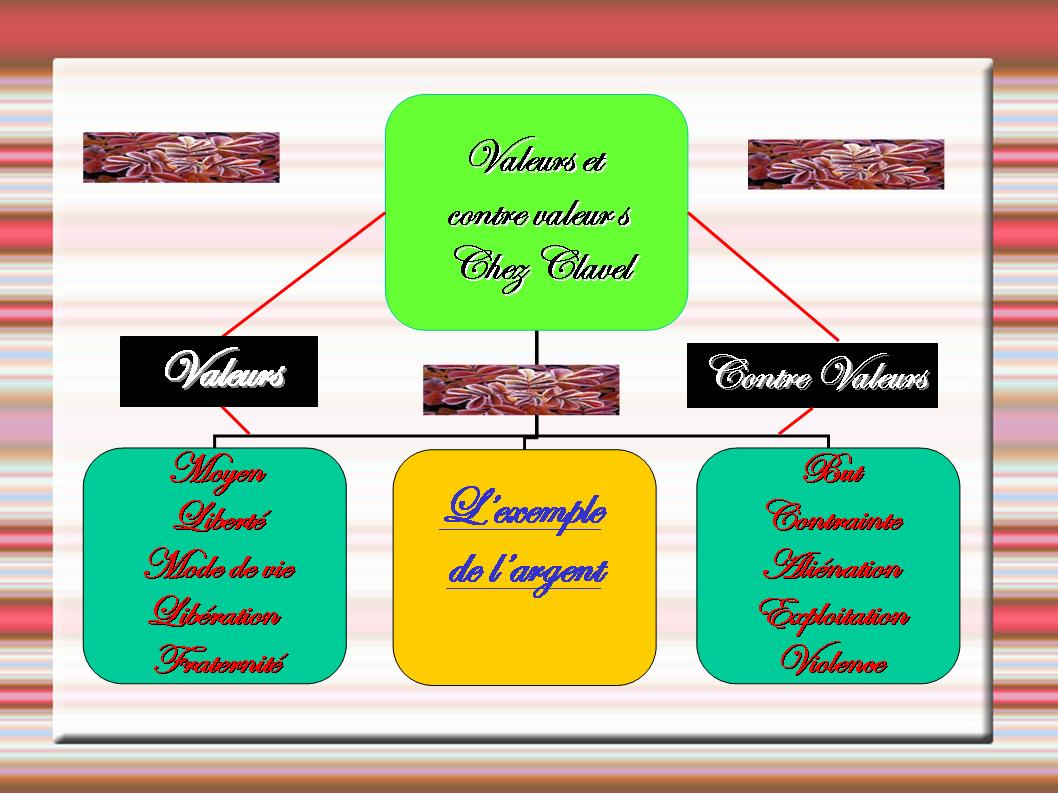
Rôle et valeur de l'argent chez Clavel

On trouve aussi ceux que André-Noël Boichat appelle "des marginaux" dont certains jouent un grand rôle : les amis pêcheurs de Gilbert dans Pirates du Rhône, le contrebandier Barberat dans La lumière du lac, Pataro le héros difforme de La Révolte à deux sous ou même le métier de bourreau dans La bourrelle. D'une façon générale, le travail ne peut qu'être expression de la personne : L'Ouvrier de la nuit se force à faire un travail qu'il déteste tandis que Jordan dans L'Or de la terre se réalise dans la gestion de sa mine, même si la soif du gain lui sera fatale, même si « l'accumulation des profits, cet objectif inhumain, conduit tout droit à la catastrophe. » On trouve la même dénonciation dans Cargo pour l'enfer où le Gabbiano finira par sombrer avec sa cargaison de produits dangereux et son équipage.
Une des problématiques essentielles de tous ces romans est la recherche d'identité, une question sans doute cruciale pour Clavel qui tente livre après livre de dépasser cette dualité entre valeurs innées et valeurs acquises. Beaucoup de personnages sont à la recherche de cette identité, Simone la narratrice de Le Tonnerre de Dieu, Pierre Vignaud, le jeune de L'Hercule sur la place, Pablo L'Espagnol, Serge, Christophe et Robert, les trois jeune de Malataverne, Jacques Fortier aussi dans Le Silence des armes pour ne citer que les principaux. Ils suscitent des modèles, des exemples à suivre pour regagner le droit chemin, pour se réaliser, qui sont souvent des symboles ou des figures parentales, et des anti-modèles, les méchants, repoussoirs et exemples à ne pas suivre dont les figures les plus importantes sont le patron alcoolique du stand de L'Hercule sur la place, Petiot le patron irascible dans La maison des autres ou même Marcel, le souteneur dans Le Tonnerre de Dieu.
Mais Le Seigneur du fleuve marque la fin des modèles, amorcée avec le roman précédent Le Silence des armes, lui qui aurait tant voulu en être un pour son fils va mourir sans pouvoir lui transmettre tout son savoir-faire et cette « rigue » qui était toute sa vie. Sans doute, à cette période de sa vie, Clavel a-t-il résolu cette contradiction et peut-il alors passer à l'écriture de sa grande fresque historique sur la Franche-Comté.

## Le rôle de l'argent

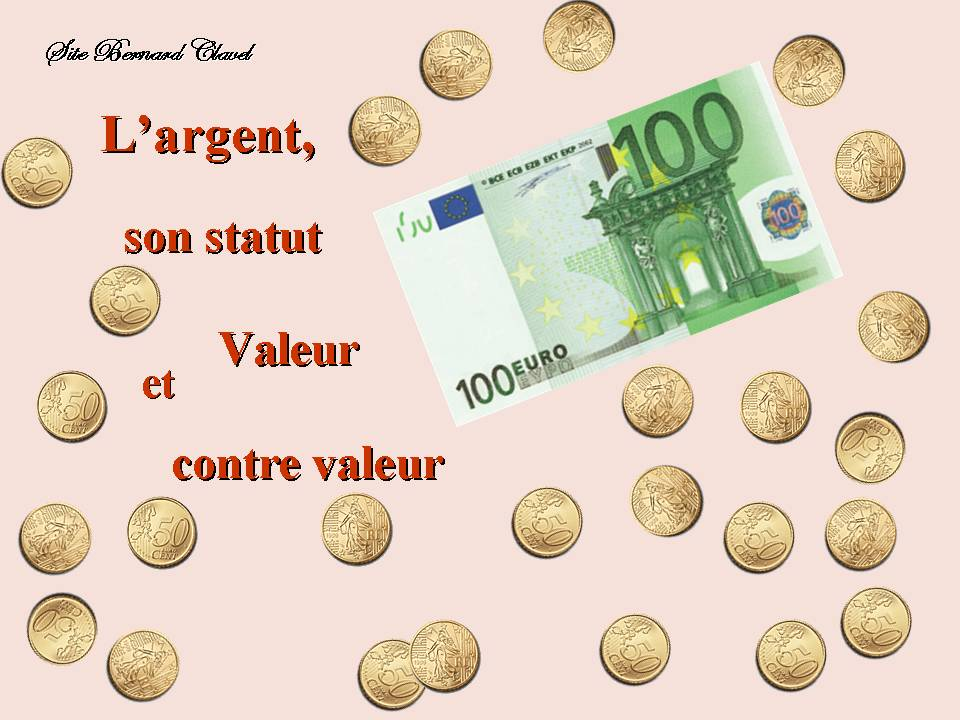
Clavel et l'argent

Un artiste doit éviter de « se commettre » avec l'argent, tel est le message de ses deux premiers romans. Pour les commerçants et artisans qui sont ses héros préférés, il évolue de ceux pour qui le travail est la raison d'être (L'Espagnol, Kid Léon ou Le Seigneur du fleuve) à ceux dont le travail est un moyen de gagner de l'argent (les Robillard dans Harricana, Pataro dans La Révolte à deux sous...)
L'argent peut aussi être carrément maudit quand il devient « monnaie d'échange pour acheter sa propre vie », payer une armée pour qu'elle lève le siège dans La Saison des loups, quand les indiens se laissent acheter leur terre dans Maudits sauvages ou quand Tiennot meurt d'avoir cru en l'amour d'une femme vénale. Une constante est le refus de l'exploitation, lié souvent à la défense de l'écologie, qui traverse l'œuvre de Julien Dubois dans La maison des autres ou les Indiens de Maudits sauvages jusqu'à des livres plus récents comme Cargo pour l'enfer.
Ce qui compte pour Bernard Clavel et qui apparaît bien, en particulier dans Les Colonnes du ciel et Le Royaume du Nord, c'est « le travail bien fait et non le profit qu'on peut en tirer, » les sentiments que l'argent ne peut qu'altérer et même la mort quand l'homme « est mis en balance avec l'argent. »

## Les figures parentales

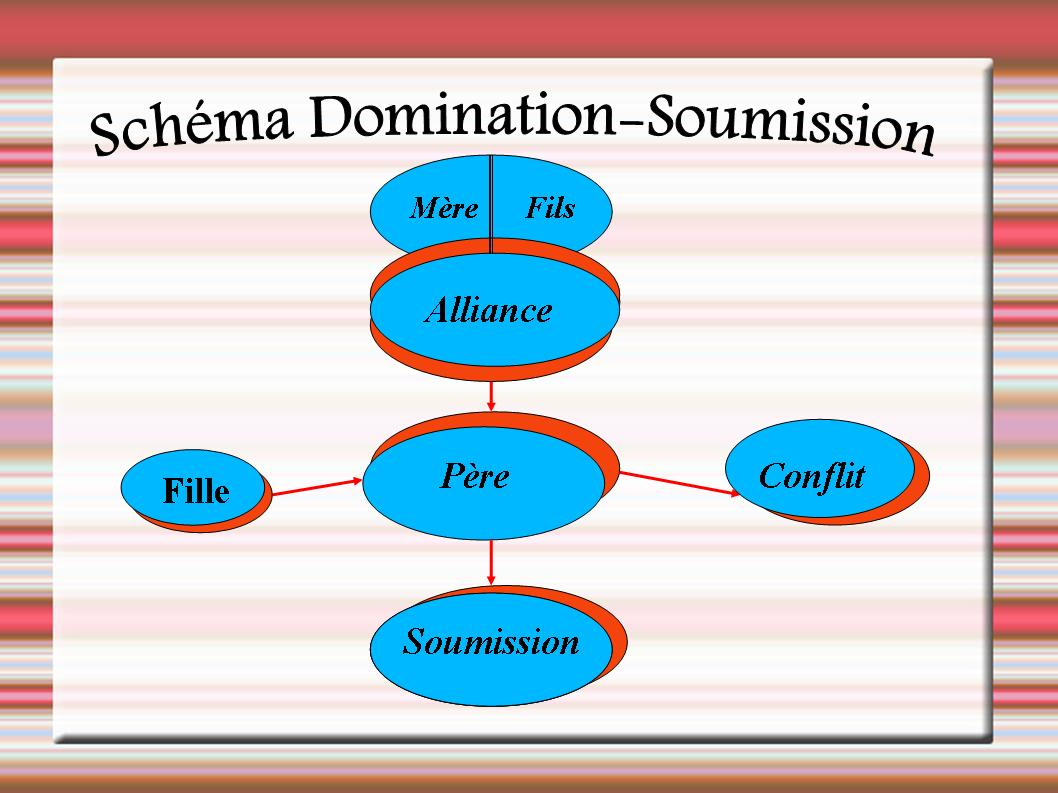
Schéma relationnel familial

L'importance du terroir et de l'Histoire passe aussi par les figures parentales qui se dégagent de l'œuvre, la façon dont se transmet la tradition et dont elle est reçue par la génération suivante. La relation à ses parents, Bernard Clavel l'a vécue comme celle du fils prodigue qui choisit la liberté contre ses racines donc ses parents et ce qu'ils représentent. C'est une histoire d'amour contrarié entre un fils et ses parents. Rigidité, rêves différents, difficultés de communiquer font de Claude Merlin et surtout de Jacques Fortier des fils en rupture de père comme l'ouvrier de la nuit.
Ces difficultés vont atteindre leur paroxysme dans Meurtre sur le Grandvaux quand Ambroise Reverchon va sacrifier sa propre fille dont il ne supporte pas la conduite. Il se noue un lien singulier dans le triangle familial que constituent la mère, le père et le fils. La mère trop souvent surprotège le fils au détriment du père, le fils devenant objet de querelles entre ses parents, un enjeu relationnel qui déséquilibre le triangle familial. Cette situation se retrouve surtout dans La Grande patience, œuvre à fort potentiel biographique, dans L'Espagnol et la querelle entre les parents à propos du fils mobilisé ou dans Le Voyage du père où là aussi la tension entre les parents est palpable au sujet de leur fille Marie-Louise dont ils n'ont pas de nouvelles.
Dans ce jeu de soumission-domination, le père renonce souvent à s'imposer au fils quand la mère s'y oppose. Elle a tendance à défendre ses enfants (Celui qui voulait voir la mer) et à vouloir s'imposer au père (Le voyage du père). En l'absence de mère, le père impose son intransigeance qui aboutit à un statu quo temporaire (Le Seigneur du fleuve), à une rupture (Le Silence des armes) ou même au meurtre (Meurtre sur le Grandvaux). Les conflits familiaux font ensuite place à la famille élargie ou à la  communauté. Dans Les Colonnes du ciel, tout un village prend le chemin de l'exil et à Morges, Bisontin présente ainsi le groupe : « Même si vous ne voulez pas admettre que nous sommes une famille, reconnaissez-nous au moins comme une petite communauté. » (La lumière du lac). Bisontin et Marie forment un couple guidé par l'amour et quand il n'est plus assez fort, ils se séparent et Bisontin partira alors au Canada (Marie bon pain). De la même façon, Élodie et Cyrille Labrèche vont se séparer, elle préférant retourner chez ses parents après l'inondation qui les a ruinés (Miserere).

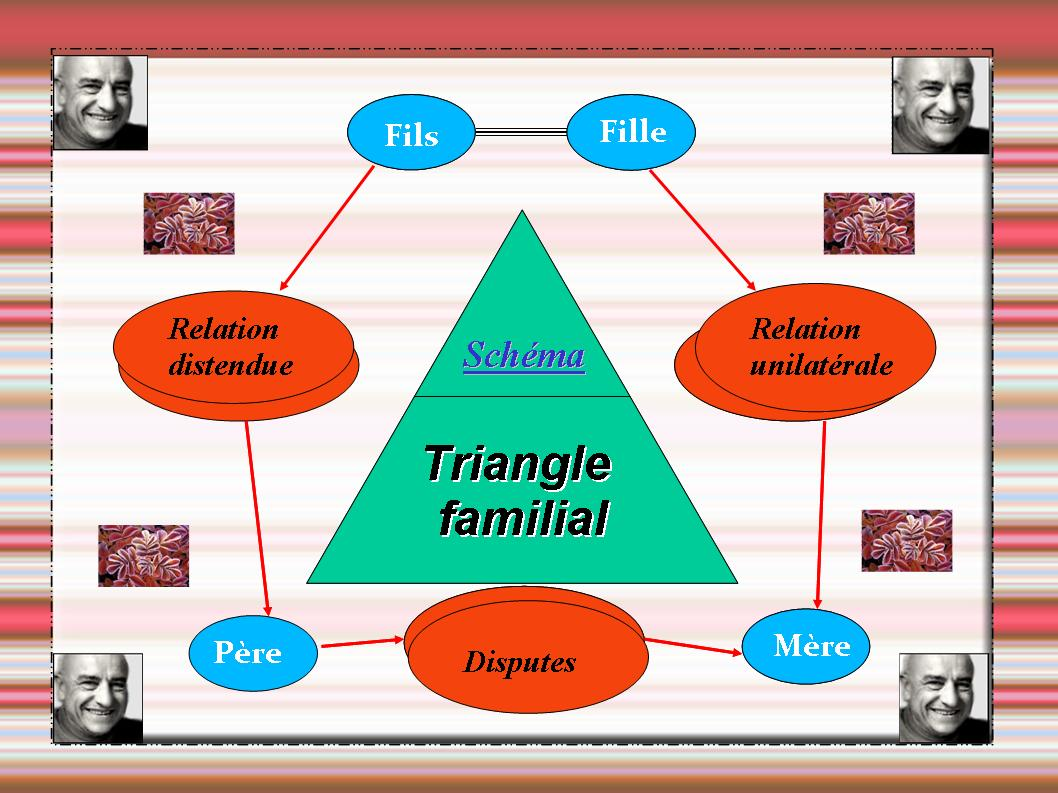
Triangle relationnel

Dans Le Royaume du Nord, il raconte l'histoire d'une communauté qui regroupe les Landry, Cyrille Labrèche, Alban Robillard, Raoul Herman... ou dans le dernier volume tout un clan d'Indiens inuits (Maudits sauvages). Tous ceux qui sont seuls, sans soutien, vivent une situation précaire comme Pierre Vignaud au début de L'Hercule sur la place ou carrément dramatique comme Tiennot ou Robert Paillot dans Malataverne. C'est ainsi que l'absence peut susciter des parents de substitution, véritable adoption parfois comme dans Le Tonnerre de Dieu, L'Hercule sur la place ou Le Tambour du bief. Ce lien peut prendre des formes multiples, l'amitié-complicité d'un 'plus âgé' (Pirates du Rhône),Raoul Herman et son neveu Stéphane Robillard (Harricana), Reverchon et son gendre Léon Seurot (Meurtre sur le Grandvaux),  Antonio Reni et un jeune mousse (Cargo pour l'enfer) ou même sauver le maximum d'enfants pendant la guerre en pays comtois (La lumière du lac).
Si dans les premiers romans la famille domine largement, il y a une nette évolution avec les deux sagas comtoise et québécoise où la communauté et l'amitié-complicité dominent. Ce lien basé sur les sentiments sera alors une constante de l'œuvre, contrairement aux notions de terroir et de famille qui vont progressivement s'étendre et éclater. « Ainsi, conclut André-Noël Boichat, « il y a toujours besoin de quelqu'un qui assure la continuité affective et qui transmette les valeurs. »